# Anita Soina
Anita Soina (2000) is een Keniaans klimaatactiviste voor de Masai-gemeenschap en auteur.

## Biografie
Anita Soina werd geboren en groeide op in Kajiado North, haar vader was een Masai.
Soina begon op haar achttiende met activisme  en richtte in 2018 de organisatie Spice Warriors op, een organisatie van jonge milieustrijders die pleiten voor ecologische duurzaamheid en oplossingen ontwikkelen om het milieu te beschermen. Om het gesprek over klimaatactie op gang te brengen, publiceerde Soina in 2020 haar eerste boek The Green War.
Soina was een van de zeven sprekers op het online evenement TEDxParklands op 8 mei 2021.
Soina studeerde af aan de Multimedia University of Kenya, Nairobi, met een graad in public relations en bedrijfscommunicatie. Einde 2021 kondigde ze aan zich kandidaat te stellen voor de komende parlementsverkiezingen en zal ze de jongste persoon zijn die strijdt om een parlementszetel in Kenia.